# Bonattita
La bonattita és un mineral de la classe dels sulfats. Rep el seu nom de Stefano A. Bonatti (1902–1968), petròleg italià de la Universitat de Pisa, Itàlia.

## Característiques
La bonattita és un sulfat de fórmula química CuSO₄(H₂O)₃. Cristal·litza en el sistema monoclínic.
Segons la classificació de Nickel-Strunz, la bonattita pertany a «07.CB: Sulfats (selenats, etc.) sense anions addicionals, amb H₂O, amb cations de mida mitjana» juntament amb els següents minerals: dwornikita, gunningita, kieserita, poitevinita, szmikita, szomolnokita, cobaltkieserita, sanderita, aplowita, boyleïta, ilesita, rozenita, starkeyita, drobecita, cranswickita, calcantita, jôkokuïta, pentahidrita, sideròtil, bianchita, chvaleticeïta, ferrohexahidrita, hexahidrita, moorhouseïta, niquelhexahidrita, retgersita, bieberita, boothita, mal·lardita, melanterita, zincmelanterita, alpersita, epsomita, goslarita, morenosita, alunògen, metaalunògen, aluminocoquimbita, coquimbita, paracoquimbita, romboclasa, kornelita, quenstedtita, lausenita, lishizhenita, römerita, ransomita, apjohnita, bilinita, dietrichita, halotriquita, pickeringita, redingtonita, wupatkiïta i meridianiïta.

## Formació i jaciments
Pot formar-se com a producte de la deshidratació de la calcantita. Va ser descoberta a finals dels anys 50 a la mina Macei stope, a la localitat de Capoliveri, a l'illa d'Elba, a la Toscana (Itàlia). Als territoris de parla catalana ha estat descrita a les mines d'Alum de La Vilella Alta (Priorat).